# Bukowina Tatrzańska
Bukowina Tatrzańska est un village touristique d'hiver et d'été de Petite-Pologne situé au pied des Hautes Tatras. Il compte 2 700 habitants. C'est le siège de la gmina de Bukowina Tatrzańska.